# ガーディアンズ・オブ・ギャラクシー:VOLUME 3
『ガーディアンズ・オブ・ギャラクシー:VOLUME 3』（原題: Guardians of the Galaxy Vol. 3）は、マーベル・コミックのヒーローチーム『ガーディアンズ・オブ・ザ・ギャラクシー』をベースとする、2023年のアメリカ合衆国のスーパーヒーロー映画。『ガーディアンズ・オブ・ギャラクシー:リミックス』の続編でシリーズ3作目であり、「マーベル・シネマティック・ユニバース」の32作目。

## あらすじ
ノーウェアにある新たなガーディアンズ・オブ・ギャラクシー本部にて、ガーディアンズはソヴリン人の女王・アイーシャによって生み出された戦士・アダム・ウォーロックに襲撃される。アダムは彼らを圧倒しロケットに重傷を負わせた後、ネビュラによって刺されるも逃走する。ガーディアンズは科学者・ハイ・エボリューショナリーが指導するオルゴコープ社によって組み込まれたキルスイッチがロケットに埋め込まれているため、彼の傷の手当てが出来ない。ガーディアンズはキルスイッチを解除するパスキーを見つけるため、オルゴコープの本社へ赴く。
意識を失い横たわるロケットは過去を思い出す。幼い頃、ハイ・エボリューショナリーによるカウンター・アースと呼ばれる理想的な社会の創造のため、動物生命体を強化し擬人化した人種、アニ・メンを創造する研究の一環でロケットは実験された。ロケットは同じ研究段階・バッチ89の被験者・カワウソのライラ、セイウチのティーフ、ウサギのフロアと友達になる。ハイ・エボリューショナリーは、急速に成長するロケットの知性に感銘を受けたが、それが自分をも超えると激昂した。ハイ・エボリューショナリーはロケットのアドバイスで研究を完璧にした後、更なる研究のためにロケットの脳の摘出と旧式のバッチ89の他被験者の駆除を企てる。ロケットは3匹と共に脱出を試みるが、ハイ・エボリューショナリーがライラを射殺する。それに激怒したロケットはハイ・エボリューショナリーを襲い駆けつけた護衛たちを射殺するも、ティーフとフロアは混乱の中で既に射殺されていた。ロケットは宇宙船を盗み1匹で逃走する。
現在では、ラヴェジャーズに加わった異なるガモーラが、ガーディアンズによるオルゴコープへの潜入を手伝う。ロケットのファイルを入手するも、パスキーが削除されていることがわかる。ガーディアンズはハイ・エボリューショナリーの記録係・ティールがそれを持っていると推測し、カウンター・アースへと向かう。アイーシャとアダムは彼らの創造主であるハイ・エボリューショナリーにロケットを取り損なった場合ソヴリンを滅ぼすと脅され、ガーディアンズを追跡する。
カウンター・アースに到着したガーディアンズはアニ・メンの住民たちの協力を得て、ハイ・エボリューショナリーのいるアレート研究所を追跡する。ピーター・クイル、グルート、ネビュラが研究所へ向かい、ドラックスとマンティスはガモーラとロケットと共に残る。ピーターとグルートが研究所に乗り込む中、ネビュラは警備によって外で待たされる。その間、ドラックスはマンティスを丸め込み2人でピーターらを追う。ガモーラはアダムとウォー・ピッグの追手からロケットを守る。
ピーターの問いから、ハイ・エボリューショナリーはアニ・メンの不完全な社会に幻滅していることを認め、アニ・メンを滅した後再創造するためカウンター・アースを爆破させる。その過程に巻き込まれ、アダムが救助を試みるもアイーシャが死亡する。アレートは宇宙船として離脱し、ネビュラ、ドラックス、マンティスはピーラーらを助けるためアレートに乗り込むと、遺伝子操作された人型の子供たちに遭遇する。その間ピーターとグルートはティールと共に飛び降りてアレートから脱出後、コードを回収し船にいたガモーラによって救出される。ピーターらがパスキーを使うもロケットは心停止する。ロケットは臨死体験でライラ、ティーフ、フロアと再会し共にいようとするが、ライラはまだその時ではないことを告げ、時を同じくしてピーターはロケットの心臓を蘇生させる。パスキーがキルスイッチに機能し、ロケットは助かる。
ネビュラ、ドラックス、マンティスは通話でロケットが回復した喜びを分かち合うも、ハイ・エボリューショナリーに捕らえられる。ピーターらは3人の救出任務を実行し、ハイ・エボリューショナリー軍勢と対決する。クラグリンはノーウェアを携えてアレートを砲撃する。ハイ・エボリューショナリーは退却を望む部下から反乱を起こされるも彼らを殺す。マンティスらはアビリスクの力を借りて脱出し、ピーターらと再会する。ガーディアンズはすぐには撤退せず子供たちを救出することを選ぶ。コスモのテレキネシスによるトンネルでアレートとノーウェアを結び脱出させる。ロケットはアレートの中で投獄された動物たちを発見し、まもなくしてハイ・エボリューショナリーに襲われるも反撃する。そこに他のガーディアンズも駆けつけ加勢するが、ロケットは彼の命を余す。ガーディアンズは動物たちも救出しノーウェアに乗せる。脱出の最中ピーターは死にかけるが、グルートによって救われ心変わりしたアダムによって救われる。
その後、ピーターはロケットに船長の座を譲りガーディアンズと別れ、祖父・ジェイソンと再会するために地球へ向かう。マンティスはアビリスクと共に自分探しの旅に乗り出し、ガモーラはラヴェジャーズと再会する。ネビュラとドラックスは救出された子供たちを育てるためにノーウェアに残る。
ミッドクレジットシーンでは、ロケット、グルート、コスモ、クラグリン、アダム、救出された子供の一人であるファイラ、そしてアダムのペット・ブラープで構成される新しいガーディアンズ・オブ・ギャラクシーが新たな任務に取り組む。

## 登場人物・キャスト

### ガーディアンズ・オブ・ギャラクシー
ピーター・クイル / スター・ロード
演 - クリス・プラット、日本語吹替 - 山寺宏一
地球で暮らしていた子供の頃、天界人である父エゴに依頼されたヨンドゥによって誘拐され、ラヴェジャーズに育てられた元泥棒にしてガーディアンズ・オブ・ギャラクシーのリーダー。『ソー:ラブ&サンダー』にて、ソーに励ましの言葉とアドバイスをして別れた後、ガーディアンズと共に新たな冒険へと旅立つ。ガモーラを亡くした喪失感からか酒に浸っており、メンバーにも呆れられているが、ロケットの生命の危機に際して再び立ち上がる。
ロケット
声 - ブラッドリー・クーパー、ショーン・ガン（モーションキャプチャー、若年期の声）、ノア・ラスキン（幼年期の声）、日本語吹替 - 加藤浩次、???（幼年期）
元賞金稼ぎ兼傭兵の、人の言葉を話せるアライグマ。ガーディアンズのメンバーで、武器と武術の達人でもある機械設計エンジニア。今作の実質的な主人公であり、彼の知能の高さの理由や、過去が明らかになる。
監督のジェームズ・ガンは、ロケットの過去や行き先が他のガーディアンズのメンバーとどのように結びついて物語を展開するかを語っている。
グルート
声 - ヴィン・ディーゼル、日本語吹替 - 遠藤憲一
ガーディアンズのメンバーである樹木型ヒューマノイドにして、ロケットの相棒兼親友。話せる言葉は「俺はグルート」のみ。
ドラックス
演 - デイヴ・バウティスタ、日本語吹替 - 楠見尚己
ガーディアンズのメンバーであるパワーファイター。
マンティス
演 - ポム・クレメンティエフ、日本語吹替 - 秋元才加
触れた人の心を読んだり感情を操れる共感能力（エンパシー）を持っているガーディアンズのメンバーであり、クイルの異母妹。
ネビュラ
演 - カレン・ギラン、日本語吹替 - 森夏姫
義父のサノスによって殺し屋として育成・サイボーグ化されたガモーラの義妹。サノスとの最終決戦後にガーディアンズと共に旅立ち、現在ではメンバーの一員である。
クラグリン・オブフォンテリ
演 - ショーン・ガン、日本語吹替 - 土田大
かつてはヨンドゥ・ウドンタの側近だった元ラヴェジャーズのメンバー。彼の死後にヤカの矢を引き継ぎ、ガーディアンズと行動を共にする。
コスモ
声 - マリア・バカローヴァ、日本語吹替 - 悠木碧
ソ連によって宇宙に送られた、知性を持ったサイコキネシスの使い手の犬。演じたバカローヴァは、モーションキャプチャーも担当した。
ガモーラ
演 - ゾーイ・サルダナ、日本語吹替 - 朴璐美
ガーディアンズのメンバー。サノスの義理の娘にしてネビュラの義姉。現代のガモーラは、ソウル・ストーンにささげる生贄としてサノスに殺された為、2014年のサノスと共に現代へとやってきた2014年当時のガモーラとして登場する。サノスとの最終決戦後に消息不明となるが、今作ではラヴェジャーズの新たなメンバーとして再登場。

### オルゴコープとその関係者
ハイ・エボリューショナリー
演 - チュクウディ・イウジ、日本語吹替 - 中井和哉
今作のメインヴィラン。全ての生物を強制的に進化させ「特別な種族」にしようとする進化論を専門とする科学者で、彼の残虐な方法によりロケットなどが作られた。また、カウンター・アースの創造主でもあり、彼をモデルにした自由の女神像が建てられている。
ライラ
声 - リンダ・カーデリーニ、日本語吹替 - 佐倉綾音
ロケットの友人のメスのカワウソ。今作では故人。ハイ・エボリューショナリーの実験によって言葉を話せる代わりに体の一部を機械にされている。ロケットの生き方に大きな影響を与えた存在。声を担当したカーデリーニは、マーベル・シネマティック・ユニバースではローラ・バートンを演じている。
ティーフ
声 - アシム・チャウドリー、日本語吹替 - かぬか光明
ロケットの友人。今作では故人。言葉を話せるが、体の一部を機械化されたオスのセイウチ。
フロア
声 - ミカエラ・フーヴァー、日本語吹替 - 宇山玲加
ロケットの友人。今作では故人。言葉を話せるが、体の一部を機械化されたメスのウサギ。
アダム・ウォーロック
演 - ウィル・ポールター、日本語吹替 - 武内駿輔
前作『ガーディアンズ・オブ・ギャラクシー:リミックス』で、ガーディアンズを執拗に追撃したソヴリン人の女王アイーシャが、新たに開発したバース・ポッドによって誕生させたソヴリン人。アイーシャと同じく全身が黄金色。生まれたばかりということもあり、子供のような一面もある。コズミック・エネルギーによる飛行能力と怪力を持っている。
アイーシャ
演 - エリザベス・デビッキ、日本語吹替 - 魏涼子
全身が黄金色のソヴリン人の頂点に立つ女王。何故かオルゴコープ社でウォーロックと共に囚われていた。
ヴィム
演 - ミリアム・ショー、日本語吹替 - 浅野まゆみ
ハイ・エボリューショナリーの記録係。
ティール
演 - ニコ・サントス、日本語吹替 - 西村太佑
ハイ・エボリューショナリーの記録係。ピーターとグルートがアレートから脱出する際に着地台にされそのまま死亡する。
マスター・カージャ
演 - ネイサン・フィリオン、日本語吹替 - 加藤亮夫
オルゴコープの警備担当。
ウラ
演 - ダニエラ・メルシオール
ピーター達により人質にされるオルゴコープの受付係。
アドミニスター・クウォル
演 - ジェニファー・ホランド（カメオ出演）
オルゴコープのセキュリティ担当者。
ウォー・ピッグ
声 - ジュディ・グリア
言葉を話せるが体の一部を機械化されたブタ。アレート研究所の警備をしている。声を担当したグリアは、マーベル・シネマティック・ユニバースにてマギー・ラングを演じている。
グリドルモップ
声 - ロイド・カフマン
フレクティック
声 - ピート・デイヴィッドソン
ランブシャンク
声 - ジェームズ・ガン
ブリートゥルスノート
演 - ベンジャミン・バイロン・デイヴィス、日本語吹替 - 天田益男
フィラ
演 - カイ・ゼン
オルゴスコープに囚われていた子供の一人。ガーディアンズに救出され、ミッドクレジットシーンでロケットが率いる新生ガーディアンズ・オブ・ギャラクシーに参加している。

### ラヴェジャーズ
スタカー・オゴルド
演 - シルヴェスター・スタローン、日本語吹替 - ささきいさお
ラヴェジャーズ全隊の伝説的リーダー。ヨンドゥにとっては奴隷から引き抜いてくれた恩人でもあるものの、ヨンドゥがエゴに加担して人身売買に手を染めたことで本隊から追放した過去がある。だが、ヨンドゥがクイルを救って死んだことをロケットから知らされ、昔の仲間たちとラヴェジャーズ流の葬儀を執り行い、その死を悼んだ。その後、結集した仲間たちと初代ラヴェジャーズを再結成する。
マルティネックス
演 - マイケル・ローゼンバウム、日本語吹替 - 椙本滋
ラヴェジャーズの本隊に属する、スタカーの右腕。全身が結晶体で構成されている。
メインフレーム
声 - タラ・ストロング、日本語吹替 - 大井麻利衣
頭部だけのロボットのラヴェジャーズのメンバー。
クルーガー
赤い半魚人のような外見の宇宙人のラヴェジャーズのメンバー。マスターズ・オブ・ミスティック・アーツの魔術師が扱う魔術の使い手。
ブラープ
声 - ディー・ブラッドリー・ベイカー
ラヴェジャーズのメンバーの一人が連れていたペット。アダムにメンバーが殺害されたものの、アダムに懐いている。

### その他
ハワード・ザ・ダック
声 - セス・グリーン（カメオ出演）、日本語吹替 - 伊丸岡篤
アヒル型の頭部を持つ宇宙人。本作ではクラグリン、コスモらとカードゲームをしていた。
ヨンドゥ・ウドンタ
演 - マイケル・ルーカー（カメオ出演）、日本語吹替 - 立木文彦
かつてラヴェジャーズの一員で、エクレクター号の船長だった男。崩壊しつつあったエゴの星から逃げ遅れたクイルを救い死亡している。
本作では、ヤカの矢を吹く前のクラグリンの目の前に幻として現れた。
ジェイソン・クイル
演 - グレッグ・ヘンリー（カメオ出演）、日本語吹替 - 佐々木勝彦
エンディングとポストクレジットシーンに登場。クイルの祖父で、今は亡きクイルの母・メレディスの父親である地球人。自身に会いに来たクイルに驚き抱き合った。